# Unger Emil (építész)
Unger Gyula Emil Mihály (Pest, 1839. január 21. [keresztelés dátuma] – Pest, 1873. július 5.) magyar építész.

## Élete, munkái
A neves építész, Pollack Mihály (1773–1855) unokája volt, édesanyja Pollack Magdolna (1814–?), édesapja Unger Antal vaskereskedő.
Pesten, majd Berlinben tanult. Később Itáliába ment vándorútra. Ezt követően hazatér, és Ybl Miklós, illetve Szkalnitzky Antal irányítása alatt kapott munkát a Magyar Tudományos Akadémia székházának építési irodájában. 1865-től önállóan működött.
Alapító tagja volt a Magyar Mérnökegyesület (későbbi nevén Magyar Mérnök- és Építész-Egylet), tagja a Képzőművészeti Társulatnak.
Unger nagyszabású alkotása az Andrássy és Jókai utcák között elhelyezkedő bérházcsoport. Kismarty-Lechner Jenő szerint ennek homlokzatai bombasztikus hatásúra lettek tervezve, nehézkes tagozatai sem mutatnak jól. A Dunaparti Liptay-palota ezzel szemben Kismarty-Lechner értékelése szerint architektonikus tudást és nemes ízlést árul el.
Gazdag emberként tartották számon, állítólag ő volt Pest ötödik legvagyonosabb háztulajdonosa.
Az építész 1873-ban alig 34 éves korában hunyt el, miután egy csónakázás során a hideg vízbe esett, és meghűlt. Több művét a vele barátságot ápoló Ybl Miklós fejezte be.

## Ismert épületei
- 1870–1872:[9] Formágyi-ház, Budapest, Váci u. 7.[7]
- 1872–1884:[10] Hétház / Haggenmacher-bérpalota, Budapest, Andrássy út 32-44. (befejezés: Ybl Miklós)[7][11]
- 1874:[12] Lipthay Béla palotája, Budapest, Dunapart (befejezés: Ybl Miklós)[7]
- 1870-es évek: Ráth György-villa, Budapest, Városligeti fasor 12. (mai állapot: Györgyi Géza)[13] – szecessziós múzeum működik benne 2018-tól; előtte itt a Hopp Ferenc Ázsiai Művészeti Múzeum kiállítóhelye volt.

## Egyéb irodalom
- Unger Emil: Kovácsmesterből városi patrícius In: História, 1983, 2. szám.